# Central térmica Bahía de Algeciras
La central térmica Bahía de Algeciras es una central termoeléctrica de ciclo combinado de gas natural situada en la costa de la bahía de Algeciras en el término municipal de San Roque, Cádiz, en España. Cuenta con una potencia instalada de 800 MWe y es propiedad desde junio de 2018 de la empresa Repsol.
La actual central surge de la reconversión completa de la original central térmica de fuel-gas.

## Historia
La central original, originalmente propiedad de la Compañía Sevillana de Electricidad y luego de Endesa, se componía de dos grupos térmicos convencionales de fuel-gas, uno de 220 MW y otro de 553 MW, y originó su operación comercial en 1970. Tras casi 4 décadas en operación, en 2007 Enel-Viesgo inició los trabajos de reconversión en una central de ciclo combinado en el año 2007. Esta transformación se produjo en una etapa en la que se construyó un gran número de este tipo de centrales, mucho más eficientes que las convencionales.
La central formó parte de las operaciones de adquisición de Endesa por parte de la empresa italiana Enel y la alemana E.ON, por las cuales E.ON absorbía Electra del Viesgo y con ella las centrales de Bahía de Algeciras, Escatrón y Puente Nuevo. Endesa, por su parte, se convirtió en filial de Enel.
La conversión necesitó de 4 años, finalizándose su construcción en marzo de 2011, con una inversión de 400 millones de euros. El cambio sobre la central fue drástico, desmontándose partes importantes de la misma y montando equipos completamente nuevos. Exteriormente el cambio más destacable es la desaparición de las dos chimeneas originales, de 190 y 90 metros de altura respectivamente, por dos chimeneas metálicas iguales entre sí. Entre los equipos que se han mantenido está la anterior turbina de vapor del equipo de 553 MW, que actualmente se utiliza como turbina del equipo de cogeneración.
En junio de 2018, Repsol anunció la compra a Viesgo de las centrales de Escatrón y Bahía de Algeciras.

## Situación
La central se sitúa en la zona industrial del municipio de San Roque, donde existen otras tres centrales térmicas de gran potencia. Esta central en concreto se encuentra rodeada por un lado por el núcleo de Puente Mayorga, del que le separa tan solo un arroyo, y por el otro lado por la refinería de Gibraltar-San Roque. La central más cercana de la zona es la central térmica Campo de Gibraltar, que se sitúa a unos 100 metros. En el polígono de Guadarranque se ubica la central de ciclo combinado de San Roque, la otra instalación similar.

## Características
La central pertenece al 100 % al área de generación eléctrica de Repsol. Dispone de dos grupos de 400 MW, con un único grupo de cogeneración de 270 MW. Requiere en operación 45 trabajadores. Es una central muy flexible, capaz de cambiar rápidamente de régimen de potencia, requiriendo tan solo 8 horas para pasar de estar parada a proporcionar su máxima potencia.
El agua de refrigeración necesaria es recogida mediante 3 tuberías de 2,5 metros de diámetro que se adentran en viaductos por encima del mar 800 metros en la bahía de Algeciras, para posteriormente descender hasta 35 metros de profundidad, donde se encuentran los captadores.